# Kněževes u Rakovníka
Kněževes (deutsch Herrndorf) ist eine Minderstadt in Tschechien. Sie liegt neun Kilometer nordwestlich von Rakovník und gehört zum Okres Rakovník.

## Geographie
Kněževes befindet sich inksseitig des Baches Hájevský potok in der Rakovnická kotlina (Rakonitzer Kessel) im Rakonitzer Hügelland.
Nördlich erhebt sich die Vápenice (429 m), im Nordosten der Kozlov (411 m), südöstlich die Blatina (407 m), im Süden die Přílepská skála (417,6 m) sowie westlich der Na Vyhlídce (426 m). Am südöstlichen Ortsrand verläuft die Bahnstrecke Krupá–Kolešovice, östlich des Städtchens kreuzt sie sich mit der Bahnstrecke Rakovník–Louny. Durch Kněževes führt die Staatsstraße II/227 zwischen Rakovník und Žatec.
Nachbarorte sind Veclov, Rozkoš, Svojetín, Janov und Povlčín im Norden, Milostín, Nesuchyně, Nový Dvůr und Krupá im Nordosten, Chrášťany im Osten, Olešná, Rakovník, Zákonův Mlýn und Samota-Senomaty im Südosten, Senomaty, Nouzov und Přílepy im Süden, Pšovlky und Kolešovice im Südwesten, Keblany, Heřmanov und Hokov im Westen sowie Děkov, Nová Ves und Hořesedly im Nordwesten.

## Geschichte
Nach der im 10. oder 11. Jahrhundert niedergeschriebenen Legende von der Fürstin Libuše soll Kněževes auf deren Geheiß gegründet worden sein. In ihrer Prophezeiung bestimmte sie den Platz, an dem ihr der heilige Frosch Rosnička erschienen war, zur Anlegung eines Dorfes durch Geistliche.
Den Überlieferungen nach wurde Kněževes im Jahre 1086 durch König Vratislav II. gegründet und als Platzdorf um einen langgestreckten Dorfplatz mit Teich angelegt. König Johann von Luxemburg ließ Herndorf 1318 emphyteutisch an das Stift Tepl aussetzen, das im Ort ein Kloster errichtete. Am 13. Juni 1327 bestätigte er dem Tepler Prämonstratensern, das Recht der kirchlichen Aufgaben bei der Kirche des hl. Jakobus in Herndorf. König Wenzel IV. erteilte 1406 in einem Majestätsbrief ein Güterrecht für Herrndorf. Zwischen 1422 und 1454 war das Gut infolge der Hussitenkriege der Administration der Burg Křivoklát unterstellt. Danach ging das Gut wieder in den Besitz der Tepler Prämonstratenser zurück, es blieb aber stets Eigentum der böhmischen Krone. Nachdem das Stift Tepl zu Zeiten Rudolfs II. die Emphyteuse Herrndorf aufgab, wurde das Gut unter die Verwaltung der königlichen Güter Krušovice und Lány gestellt; 1595 bestätigte Rudolf II. dem Ort die alten Rechte. Im Jahre 1685 verkaufte Leopold I. die Kronherrschaften Kruschowitz und Pürglitz für 400.000 Gulden an Ernst Joseph Graf von Waldstein. 1731 vererbte Johann Joseph Graf von Waldstein beide Herrschaften an seine Tochter und Universalerbin Maria Anna Fürstin zu Fürstenberg, die 1752 das Herrndorfer Güterrecht bestätigte. Im Jahre 1756 vereinigte sie die Herrschaften Kruschowitz und Pürglitz testamentarisch mit dem Gut Nischburg zu einem Familienfideikommiss von 400.000 Gulden. Die eine Hälfte des Erbes fiel ihren Söhnen Joseph Wenzel zu Fürstenberg-Stühlingen und Karl Egon I. zu Fürstenberg zu, die andere ihren Töchtern Henriette Fürstin von Thurn und Taxis und Maria Theresia zu Fürstenberg. Als Fideikommisserben setzte sie ihren zweitgeborenen Sohn Karl Egon I. ein, der durch Ausgleich auch die Anteile seiner Geschwister erwarb. Nach dem Tode von Karl Egon I. erbte 1787 dessen ältester Sohn Philipp Fürst zu Fürstenberg († 1790) den Besitz, ihm folgten seine Kinder Karl Gabriel zu Fürstenberg († 1799) und Leopoldine Prinzessin von Hessen-Rothenburg-Rheinfels. 1803 verzichteten die weiblichen Erben in einem Familienvergleich zugunsten des minderjährigen Karl Egon II. zu Fürstenberg und der fürstlichen und landgräflichen Häuser Fürstenberg; als Verwalter wurde bis zu dessen Volljährigkeit im Jahre 1817 Joachim Egon Landgraf von Fürstenberg eingesetzt. Im 19. Jahrhundert begann die Bebauung des Dorfplatzes, die erhaltenen Relikte davon sind der Václavské náměstí (Wenzelsplatz) und der Husovo náměstí (Husplatz). Zu dieser Zeit begann die Förderung von Steinkohle in kleinen Schächten. Die Schule wurde 1835 gegründet.
Im Jahre 1843 bestand das an der Alten Karlsbader Straße gelegene Dorf Herrndorf / Kněžowes, auch Pfaffendorf genannt, aus 122 Häusern mit 981 gemischtsprachigen Einwohnern. Unter dem Patronat der Obrigkeit stand die Pfarrkirche zum hl. Apostel Jakob. Außerdem gab es eine von der Gemeinde dotierte Schule und ein Wirtshaus. Abseits lag die Begräbniskirche zum hl. Johannes dem Täufer. Die Haupterwerbsquelle bildete der Hopfenbau. In der näheren Umgebung wurden etliche Steinkohlengruben betrieben. Herrndorf war Pfarrort für Kroschau, Přilep, Wetzlau (Veclov), Swojetin und den Hof Pawltschin (Povlčín). Bis zur Mitte des 19. Jahrhunderts blieb Herrndorf der zum Familienfideikommiss Pürglitz gehörigen Herrschaft Kruschowitz samt den Lehngütern Wschetat und Panaschow-Augezd untertänig.
Nach der Aufhebung der Patrimonialherrschaften bildete Kněžoves / Herrndorf ab 1850 eine Gemeinde im Bezirk und Gerichtsbezirk Rakonitz. Nach dem Tode des Karl Egon II. zu Fürstenberg erbte 1854 dessen zweitgeborener Sohn Max Egon I. die Pürglitzer Güter. 1861 erhielt Kněževes Marktrechte. Die durch die Buschtěhrader Eisenbahn vor allem für den Abtransport der Kohle und des Hopfens auf dem Schienenweg errichtete Localbahn Krupa-Kolleschowitz nahm nach einjährigem Bau 1883 den Verkehr auf. Im selben Jahre wurde das neue Schulhaus der Gemeindeschule eingeweiht. In der zweiten Hälfte des 19. Jahrhunderts entwickelte sich Kněževes zum Hopfenbauzentrum des Bezirkes Rakonitz und nach Žatec zum zweitgrößten Hopfenanbaugebiet in Böhmen. Die damit verbundene wirtschaftliche Blüte von Kněževes schlug sich darin nieder, dass Kaiser Franz Joseph I. den Ort am 29. April 1897 zum Städtchen erhob. Zwischen 1902 und 1903 wurde das Schulgebäude um einen Anbau erweitert, in dem sich die erste im ländlichen Raum des Bezirkes Rakonitz eingerichtete Bürgerschule befand. 1929 verkaufte die Familie Fürstenberg ihre Pürglitzer Güter an den tschechoslowakischen Staat. Im Jahre 1932 lebten in der Minderstadt Kněževes u Rakovníka 1775 Personen. Infolge des Münchner Abkommens wurde Kněževes von Ende 1938 bis 1945 zum Grenzort zum Deutschen Reich. In den 1950er Jahren sank Kněževes zum Dorf herab. Im Zuge der Kollektivierung der Landwirtschaft wurden 1952 14 Bauerngüter gewaltsam geräumt und beschlagnahmt. Am 1. Jänner 1980 wurde Přílepy eingemeindet, der Ortsteil löste sich zum 24. November 1990 wieder los. Der Personenzugverkehr auf der Bahnstrecke Krupá–Kolešovice wurde Ende 2006 eingestellt, seitdem wird die Strecke für Museumsbahnfahrten des Eisenbahnmuseums Lužná u Rakovníka genützt und am Bahnhof ein Eisenbahnmuseum eingerichtet. Seit dem 19. Jänner 2007 führt die Gemeinde ein Wappen und Banner. Am 23. Oktober 2007 wurde der Status von Kněževes als Městys erneuert. Kněževes ist ein traditionelles Hopfenbaugebiet und wird von ausgedehnten Hopfenfeldern umgeben.

## Gemeindegliederung
Für die Minderstadt Kněževes sind keine Ortsteile ausgewiesen.

## Entstehung des Ortsnamens
Die Ableitung des Ortsnamens von kněz (Priester) wird heute mit Skepsis betrachtet, da im Mittelalter dafür der Begriff pop verwendet wurde. Da das Dorf seit jeher zu den mit der landesherrlichen Burg Křivoklát verbundenen Kruschowitzer Gütern gehörte, ist es wahrscheinlicher, dass der Ursprung des Namens in knížecí ves (Fürstendorf) zu suchen ist.

## Sehenswürdigkeiten

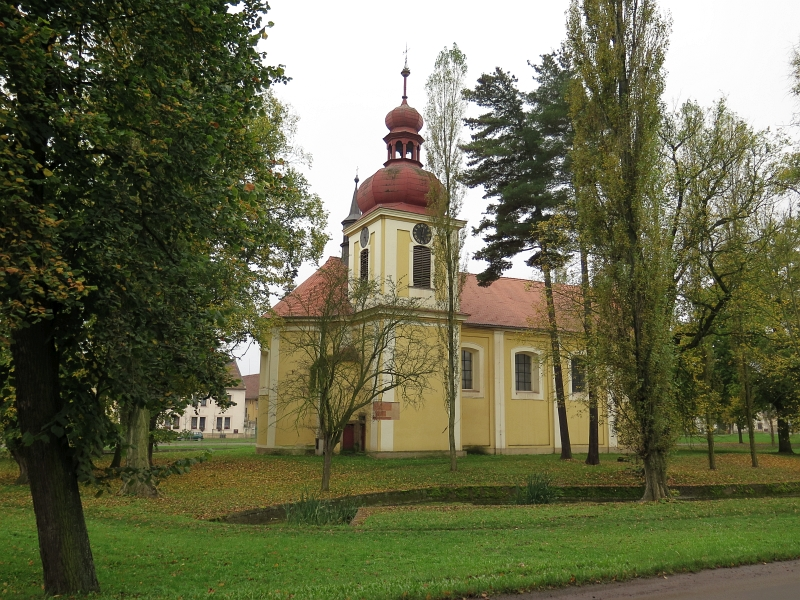
Pfarrkirche St. Jakobus in Herrndorf

- Pfarrkirche Jakobus des Älteren, sie wurde als gotische Wehrkirche inmitten des Dorfplatzes auf einer Insel zwischen zwei Teichen errichtet und ist seit 1318 nachweislich. Die Kirche und der sie umgebende Friedhof waren durch eine wehrhafte Mauer geschützt und nur über zwei steinerne Brücken zugänglich. 1718 brannte die Kirche aus. Ihre heutige barocke Gestalt mit Zwiebelturm erhielt sie beim Wiederaufbau von 1721, von der alten Kirche blieben die Mauern des Turmes und die Wendeltreppe erhalten. Der Hauptaltar wurde 1734 geschaffen. Die Mauer um den ehemaligen Friedhof wurde zu Beginn des 20. Jahrhunderts abgebrochen.
- Pfarrhaus, errichtet 1730
- Barocke Statue der Maria Immaculata vor dem Pfarrhaus, geschaffen 1730
- Barocke Statue des hl. Xaver
- Frühbarocke Begräbniskirche Johannes des Täufers, nordwestlich des Städtchens auf dem Friedhof, erbaut um 1651
- Gasthof, das Gebäude hat seinen Ursprung im 1318 gegründeten Prämonstratenserkloster, später diente es als Ausspanne und Sitz des Ortsrichters
- Eisenbahnmuseum am Bahnhof
- Muzeum lidových krojů z Čech, Moravy, Slezka a Slovenska, Trachtenmuseum in der Schule, die 2007 eröffnet wurde. Die Privatsammlung umfasst ca. 120 historische Volkstrachten aus dem Gebiet der Tschechoslowakei.
- Gehöfte in Volksbauweise
- Denkmal für František Palacký, errichtet 1897
- Gedenkstein für die Opfer beider Weltkriege, enthüllt 1922
- Jan-Hus-Gedenkstein aus dem Jahre 1915

## Söhne und Töchter der Gemeinde
- Jiří Brabec (* 1929), tschechischer Literaturkritiker und Historiker